# Brachysiphon
Brachysiphon es un género con nueve especies de plantas del orden Myrtales, familia Penaeaceae. 

## Especies seleccionadas
- Brachysiphon acutus
- Brachysiphon ericaefolius
- Brachysiphon fucatus
- Brachysiphon imbricatus
- Brachysiphon microphyllus
- Brachysiphon mundii
- Brachysiphon petraeus
- Brachysiphon rupestris
- Brachysiphon speciosus

- Datos: Q8251496
- Multimedia: Brachysiphon / Q8251496
- Especies: Brachysiphon (Penaeaceae)